# Brizeaux
Brizeaux település Franciaországban, Meuse megyében. Lakosainak száma 62 fő (2022. január 1.). Brizeaux Éclaires, Beaulieu-en-Argonne, Foucaucourt-sur-Thabas és Seuil-d’Argonne községekkel határos.

## Népesség
A település népességének változása:
| Lakosok száma | 94   | 62   | 48   | 46   | 53   | 56   | 58   | 58   | 59   | 62   |
|               | 1968 | 1982 | 1990 | 2006 | 2013 | 2015 | 2017 | 2019 | 2020 | 2022 |